# Astrotricha linearis
Astrotricha linearis är en araliaväxtart som beskrevs av Allan Cunningham och George Bentham. Astrotricha linearis ingår i släktet Astrotricha och familjen Araliaceae. Inga underarter finns listade.